# ダンドロッド
座標: 北緯54度37分 西経6度07分 / 北緯54.617度 西経6.117度
ダンドロッド（Dundrod）は、北アイルランド・アントリム県にある小村。イギリス2001年の国勢調査(en)では人口63人。リスボン市議会(en)の行政区域に属する。
ダンドロッドの指定建造物(en)には、ダンドロッド長老派教会、元ダンドロッド国立農学校（現在は教会のホールとして使われている）がある。土地に根付いた建築物としては、1830年に農場構築物として建てられ1850年に転用された牧師館(en)や、1937年建設のオレンジ党(en)ホールがある。
またダンドロッドには、首府であるベルファストを見渡せる丘の上に、ダンドロッド・サーキットがある。全長7マイル505ヤード（約12.08km）のコースでは、かつてはFIMロードレース世界選手権アルスターGPやツーリスト・トロフィー・レースが、そして現在でも通算150回ものダンドロッド選手権が開催されている。